# Caio César (dublador)
Caio César Ignácio Cardoso de Melo (Rio de Janeiro,  28 de setembro de 1988 – Rio de Janeiro, 30 de setembro de 2015) foi um ator, dublador e policial militar brasileiro, mais conhecido por ter dublado os personagens Harry Potter (Daniel Radcliffe) nos oito filmes da saga homônima, Diego Bustamante (Christopher Uckermann) na telenovela mexicana Rebelde e o macaco Botas no desenho pré-escolar Dora, a Aventureira.
Era filho de Cid Cardoso e Ana Maria de Melo e, além de ser ator e dublador, Caio foi policial militar do Rio de Janeiro (PMERJ), lotado na Unidade de Polícia Pacificadora da Fazendinha.
Caio morreu em 30 de setembro de 2015, aos 27 anos, após ser baleado durante um patrulhamento de rotina no Complexo do Alemão, apenas dois dias após seu aniversário.

## Carreira
Caio começou sua carreira em meados dos anos 90, aos sete anos de idade, dublando o personagem principal na série Gênio do Barulho. Dublou Botas em Dora, a Aventureira no Nick Jr.

## Morte
Foi morto no dia 30 de setembro de 2015, durante um patrulhamento de rotina na região do Campo do Sargento, no Complexo do Alemão, dois dias após seu aniversário de 27 anos. Caio foi atingido por um tiro de fuzil no pescoço. Chegou a ser encaminhado para o Hospital Estadual Getúlio Vargas, no bairro da Penha, mas não resistiu aos ferimentos.
A escritora J.K. Rowling, o ator Christopher Uckermann e o dublador Guilherme Briggs lamentaram a morte do policial.
Foi muito amigo de seus colegas de dublagem Charles Emmanuel e Luisa Palomanes, os quais dublaram, respectivamente, Rony Weasley (Rupert Grint) e Hermione Granger (Emma Watson) da saga Harry Potter.

## Trabalhos
- Harry Potter (Daniel Radcliffe), na saga Harry Potter[3]
- Diego Bustamante em Rebelde
- Cabeçadura em Como Treinar seu Dragão e Dragões: Pilotos de Berk
- Otto em Esquadrão do Tempo
- Chip em Os Jovens Titãs e Os Jovens Titãs em Ação